# Velká Británie na Zimních olympijských hrách 1984
Velkou Británii na Zimních olympijských hrách 1984 reprezentovalo 50 sportovců (37 mužů a 13 žen) v 7 sportech.

## Medailisté
| Medaile | Jméno                             | Sport         | Disciplína   |
| ------- | --------------------------------- | ------------- | ------------ |
| Zlato   | Jayne Torvillová Christopher Dean | Krasobruslení | Taneční páry |